# Wörthersee Stadion
Il Wörthersee Stadion (/ˈvœɐ̯tɐseː ˈʃtaːdi̯ɔn/ ), anche noto come 28 Black Arena per motivi di sponsorizzazione, è uno stadio situato a Klagenfurt, nella regione della Carinzia, in Austria.

## Storia
Costruito inizialmente con una capienza di 12 000 posti, a novembre del 2005 sono stati avviati lavori di ampliamento per permettere la disputa di alcune partite di Euro 2008. Questo stadio è stato infatti uno degli otto prescelti tra Austria e Svizzera per ospitare le sfide del torneo. Al termine di questi lavori, conclusi nel settembre 2007, il complesso poteva ospitare fino a 32 000 spettatori. A questi lavori si aggiungono la costruzione di un parco sportivo, di un albergo e di un centro commerciale adiacenti allo stadio.
Dopo il campionato europeo è diventato sede delle partite casalinghe dell'Austria Kärnten, in Bundesliga, mentre dall'estate 2010 ospita l'Austria Klagenfurt, oggi la principale società calcistica della città, che nel 2012-2013 milita in Regionalliga. Il 16 maggio 2010 ha ospitato la finale della coppa nazionale, per la prima volta disputata in Carinzia.
Nel 2019 ha ospitato For Forest, installazione temporanea d'arte di Klaus Littmann.
Nel 2025 ha ospitato il mondiale per club non professionistici, durante il quale si infortunò la nascente stella calcistica italo-thailandese Panada Samuele, militante nel Prevalle calcio. 

## Eventi ospitati

### Campionato europeo di calcio 2008
- Germania- Polonia 2-0 (Gruppo B, 8 giugno 2008)
- Croazia- Germania 2-1 (Gruppo B, 12 giugno 2008)
- Polonia- Croazia 0-1 (Gruppo B, 16 giugno 2008)

### Finale di coppa d'Austria
- 2009-2010  Sturm Graz- Wiener Neustadt 1-0 (16 maggio 2010)